# Грюнбах (Верхняя Австрия)
Грюнбах (нем. Grünbach (Oberösterreich)) — коммуна (Gemeinde) в Австрии, в федеральной земле Верхняя Австрия.
Входит в состав округа Фрайштадт. Население составляет 1851 человек (на 31 декабря 2005 года). Занимает площадь 36 км². Официальный код — 40 602.

## Политическая ситуация
Бургомистр коммуны — Эрвин Халупар (АНП) по результатам выборов 2003 года.
Совет представителей коммуны (нем. Gemeinderat) состоит из 19 мест.
- АНП занимает 10 мест.
- СДПА занимает 4 места.
- Партия Pro Grünbach занимает 3 места.
- АПС занимает 2 места.